# Primera División de Fútbol Femenino 2019 (Chile)
El Campeonato Nacional de la Primera División de Fútbol Femenino 2019 fue la decimonoveno edición de la Primera División de fútbol femenino de Chile. El torneo comenzó en el mes de abril. Fue el primer torneo bajo la nueva modalidad, ya que a los clubes se les dividió por primera vez en dos categorías.
El torneo fue suspendido abruptamente, debido al estallido social que se inició en el país, que impidió que los partidos pudiesen disputarse. Luego de cinco semanas de manifestaciones a nivel nacional, la ANFP intentó reiniciar el torneo, sin conseguirlo.
El 29 de noviembre de 2019, la ANFP emitió un comunicado indicando a Santiago Morning como Chile 1 para la Copa Libertadores de 2020, y a Colo-Colo como Chile 2. Además, indicó que no habrán ascensos o descensos en la temporada 2019. Sin embargo, luego de una reunión de directores celebrada el 6 de diciembre la ANFP determinó a Deportes Puerto Montt como campeón del Torneo Femenino de Primera B 2019 y a Deportes la Serena como el segundo ascendido. El 9 de diciembre al final, se nombró a Santiago Morning como campeón de la edición 2019, terminando el torneo solo con 21 fechas.

## Sistema de Campeonato
Se enfrentarán los 14 equipos en partidos todos-contra-todos, en dos ruedas, totalizando una cantidad de 26 fechas. Los equipos que finalicen entre las primeras cuatro posiciones clasificarán a la instancia de Semifinales de Play-Offs, para determinar al Campeón.

## Ascensos y descensos
|  | Ascendidos |
|  | ---------- |
|  | No hubo    |

|  | Descendidos a Primera B       |
|  | ----------------------------- |
|  | San Marcos de Arica           |
|  | Deportes Copiapó              |
|  | Deportes La Serena            |
|  | San Luis                      |
|  | Unión La Calera               |
|  | Boston College                |
|  | Curicó Unido                  |
|  | Rangers                       |
|  | Magallanes                    |
|  | Universidad Austral de Chile  |
|  | Deportes Puerto Montt         |
|  | Deportes Tocopilla (Retirado) |

## Equipos participantes

### Equipos por región
| Equipo                    | Región        | Comuna o ciudad        |
| ------------------------- | ------------- | ---------------------- |
| Deportes Iquique          | Tarapacá      | Iquique                |
| Deportes Antofagasta      | Antofagasta   | Antofagasta            |
| Everton                   | Valparaíso    | Viña del Mar           |
| Santiago Wanderers        | Valparaíso    | Valparaíso             |
| Audax Italiano            | Metropolitana | Santiago (La Florida)  |
| Colo-Colo                 | Metropolitana | Santiago (Macul)       |
| Palestino                 | Metropolitana | Santiago (La Cisterna) |
| Santiago Morning          | Metropolitana | Santiago (Recoleta)    |
| Universidad Católica      | Metropolitana | Santiago (Las Condes)  |
| Universidad de Chile      | Metropolitana | Santiago (Nuñoa)       |
| Cobresal                  | O'Higgins     | El Salvador            |
| Fernández Vial            | Biobío        | Concepción             |
| Universidad de Concepción | Biobío        | Concepción             |
| Deportes Temuco           | Araucanía     | Temuco                 |

| Audax Italiano Universidad de Chile Colo-Colo Palestino Santiago Morning Universidad Católica |

## Datos
| Equipo                    | Ciudad                 | Entrenador          | Estadio                          |
| ------------------------- | ---------------------- | ------------------- | -------------------------------- |
| Audax Italiano            | Santiago (La Florida)  | Christian Branc     | Bicentenario de La Florida       |
| Cobresal                  | Pichidegua             | Claudio Fuentes     | Municipal de Las Cabras          |
| Colo-Colo                 | Santiago (Macul)       | Jaime Zapata        | Monumental                       |
| Deportes Antofagasta      | Antofagasta            | Istvan Jozsi        | Regional Calvo y Bascuñán        |
| Deportes Iquique          | Iquique                | Andrés Carrasco     | Cancha Raúl Duarte               |
| Deportes Temuco           | Temuco                 | Carlos Poblete      | Complejo M11                     |
| Everton                   | Viña del Mar           | Mario Vera          | Centro Deportivo Everton         |
| Fernández Vial            | Concepción             | José Luis Espinoza  | Municipal de San Pedro de La Paz |
| Palestino                 | Santiago (La Cisterna) | Claudio Quintiliani | Los Nogales                      |
| Santiago Morning          | Santiago (Peñalolén)   | Paula Navarro       | Municipal de Peñalolén           |
| Santiago Wanderers        | Valparaíso             | Sebastián López     | Complejo Deportivo Mantagua      |
| Universidad Católica      | Santiago (Las Condes)  | Ronnie Radonich     | San Carlos de Apoquindo          |
| Universidad de Chile      | Santiago (Ñuñoa)       | Andrés Aguayo       | Centro Deportivo Azul            |
| Universidad de Concepción | Concepción             | Nilson Concha       | Aníbal Pinto                     |

## Clasificación General
| Categoría Adulta                     |                           |     |    |    |    |    |    |     |      |
|                                      | Equipo                    | PTS | PJ | PG | PE | PP | GF | GC  | DG   |
| 1.                                   | Santiago Morning (Q)      | 59  | 21 | 19 | 2  | 0  | 99 | 11  | 88   |
| 2.                                   | Colo-Colo (Q)             | 55  | 20 | 18 | 1  | 1  | 86 | 11  | 75   |
| 3.                                   | Palestino (Q)             | 52  | 21 | 17 | 1  | 3  | 80 | 24  | 56   |
| 4.                                   | Deportes Antofagasta      | 37  | 21 | 11 | 4  | 6  | 48 | 50  | -2   |
| 5.                                   | Everton                   | 32  | 21 | 9  | 5  | 7  | 45 | 34  | 11   |
| 6.                                   | Universidad de Chile      | 29  | 20 | 8  | 5  | 7  | 51 | 34  | 17   |
| 7.                                   | Deportes Temuco           | 28  | 22 | 8  | 4  | 10 | 48 | 53  | -5   |
| 8.                                   | Fernández Vial            | 26  | 22 | 8  | 2  | 12 | 41 | 47  | -6   |
| 9.                                   | Audax Italiano            | 25  | 21 | 7  | 4  | 10 | 36 | 35  | 1    |
| 10.                                  | Universidad Católica      | 24  | 21 | 6  | 6  | 9  | 28 | 34  | -6   |
| 11.                                  | Deportes Iquique          | 20  | 21 | 6  | 2  | 13 | 43 | 63  | -20  |
| 12.                                  | Universidad de Concepción | 20  | 21 | 6  | 2  | 13 | 35 | 72  | -37  |
| 13.                                  | Santiago Wanderers        | 15  | 21 | 5  | 0  | 16 | 33 | 71  | -38  |
| 14.                                  | Cobresal (D)              | 0   | 21 | 0  | 0  | 21 | 13 | 148 | -135 |
| Actualizado el 13 de octubre de 2019 |                           |     |    |    |    |    |    |     |      |

| Categoría Sub-17                     |                           |     |    |    |    |    |     |    |     |
|                                      | Equipo                    | PTS | PJ | PG | PE | PP | GF  | GC | DG  |
| 1.                                   | Colo-Colo                 | 53  | 20 | 17 | 2  | 1  | 106 | 21 | 85  |
| 2.                                   | Universidad Católica      | 49  | 21 | 16 | 1  | 4  | 71  | 21 | 50  |
| 3.                                   | Everton                   | 41  | 20 | 12 | 5  | 3  | 43  | 23 | 20  |
| 4.                                   | Deportes Iquique          | 39  | 21 | 12 | 3  | 6  | 67  | 39 | 28  |
| 5.                                   | Universidad de Chile      | 39  | 21 | 12 | 3  | 6  | 57  | 29 | 28  |
| 6.                                   | Universidad de Concepción | 29  | 21 | 8  | 5  | 8  | 40  | 47 | -7  |
| 7.                                   | Palestino                 | 28  | 21 | 9  | 1  | 11 | 36  | 51 | -15 |
| 8.                                   | Santiago Morning          | 27  | 21 | 8  | 3  | 10 | 35  | 46 | -11 |
| 9.                                   | Deportes Antofagasta      | 25  | 21 | 8  | 1  | 12 | 30  | 46 | -16 |
| 10.                                  | Audax Italiano            | 22  | 21 | 6  | 4  | 11 | 23  | 42 | -19 |
| 11.                                  | Fernández Vial            | 21  | 21 | 6  | 3  | 12 | 31  | 36 | -5  |
| 12.                                  | Santiago Wanderers        | 21  | 21 | 6  | 3  | 12 | 39  | 62 | -23 |
| 13.                                  | Deportes Temuco           | 17  | 21 | 5  | 2  | 14 | 29  | 67 | -38 |
| 14.                                  | Cobresal (D)              | 9   | 21 | 3  | 0  | 18 | 16  | 93 | -77 |
| Actualizado el 13 de octubre de 2019 |                           |     |    |    |    |    |     |    |     |

## Evolución

### Categoría Adultas
| Equipo                    | 01 | 02 | 03 | 04 | 05 | 06 | 07 | 08 | 09 | 10 | 11 | 12 | 13 | 14 | 15 | 16 | 17 | 18 | 19 | 20 | 21 | 22 | 23 | 24 | 25 | 26 |
| ------------------------- | -- | -- | -- | -- | -- | -- | -- | -- | -- | -- | -- | -- | -- | -- | -- | -- | -- | -- | -- | -- | -- | -- | -- | -- | -- | -- |
| Santiago Morning          | 3  | 3  | 3  | 1  | 1  | 1  | 1  | 1  | 1  | 1  | 1  | 1  | 1  | 1  | 2  | 2  | 2  | 2  | 1  | 1  | 1  |    |    |    |    |    |
| Colo-Colo                 | 1  | 2  | 1  | 2  | 2  | 2  | 2  | 2  | 2  | 2  | 2  | 2  | 2  | 2  | 1  | 1  | 1  | 1  | 2  | 2  | 2  |    |    |    |    |    |
| Palestino                 | 4  | 4  | 4  | 4  | 4  | 4  | 3  | 4  | 3  | 3  | 3  | 3  | 3  | 3  | 3  | 3  | 3  | 3  | 3  | 3  | 3  |    |    |    |    |    |
| Deportes Antofagasta      | 14 | 13 | 10 | 11 | 8  | 7  | 7  | 6  | 6  | 4  | 5  | 5  | 5  | 5  | 5  | 5  | 4  | 4  | 4  | 4  | 4  |    |    |    |    |    |
| Everton                   | 7  | 1  | 2  | 3  | 3  | 3  | 4  | 5  | 4  | 5  | 4  | 4  | 4  | 4  | 4  | 4  | 5  | 5  | 5  | 5  | 5  |    |    |    |    |    |
| Universidad de Chile      | 12 | 12 | 11 | 12 | 10 | 11 | 11 | 13 | 13 | 12 | 11 | 11 | 11 | 11 | 11 | 9  | 7  | 7  | 7  | 6  | 6  |    |    |    |    |    |
| Deportes Temuco           | 8  | 10 | 12 | 13 | 13 | 13 | 13 | 11 | 10 | 13 | 13 | 12 | 12 | 12 | 12 | 12 | 6  | 6  | 6  | 7  | 7  |    |    |    |    |    |
| Audax Italiano            | 2  | 5  | 6  | 7  | 11 | 12 | 12 | 10 | 11 | 8  | 9  | 9  | 10 | 10 | 10 | 11 | 11 | 12 | 11 | 8  | 8  |    |    |    |    |    |
| Universidad Católica      | 6  | 6  | 8  | 8  | 9  | 8  | 8  | 7  | 7  | 9  | 8  | 8  | 9  | 8  | 8  | 8  | 10 | 10 | 9  | 10 | 9  |    |    |    |    |    |
| Fernández Vial            | 5  | 8  | 9  | 9  | 12 | 9  | 10 | 12 | 12 | 10 | 10 | 10 | 7  | 6  | 7  | 7  | 9  | 8  | 8  | 9  | 10 |    |    |    |    |    |
| Deportes Iquique          | 9  | 7  | 7  | 6  | 5  | 5  | 6  | 8  | 8  | 7  | 6  | 6  | 6  | 7  | 6  | 6  | 8  | 9  | 10 | 11 | 11 |    |    |    |    |    |
| Universidad de Concepción | 11 | 9  | 5  | 5  | 6  | 6  | 5  | 3  | 5  | 6  | 7  | 7  | 8  | 9  | 9  | 10 | 12 | 11 | 12 | 12 | 12 |    |    |    |    |    |
| Santiago Wanderers        | 10 | 11 | 13 | 10 | 7  | 10 | 9  | 9  | 9  | 11 | 12 | 13 | 13 | 13 | 13 | 13 | 13 | 13 | 13 | 13 | 13 |    |    |    |    |    |
| Cobresal                  | 13 | 14 | 14 | 14 | 14 | 14 | 14 | 14 | 14 | 14 | 14 | 14 | 14 | 14 | 14 | 14 | 14 | 14 | 14 | 14 | 14 |    |    |    |    |    |

| 1. |

### Categoría Sub-17
| Equipo                    | 01 | 02 | 03 | 04 | 05 | 06 | 07 | 08 | 09 | 10 | 11 | 12 | 13 | 14 | 15 | 16 | 17 | 18 | 19 | 20 | 21 | 22 | 23 | 24 | 25 | 26 |
| ------------------------- | -- | -- | -- | -- | -- | -- | -- | -- | -- | -- | -- | -- | -- | -- | -- | -- | -- | -- | -- | -- | -- | -- | -- | -- | -- | -- |
| Colo-Colo                 | 1  | 1  | 2  | 2  | 2  | 2  | 1  | 2  | 2  | 1  | 2  | 2  | 2  | 1  | 1  | 1  | 1  | 1  | 1  | 1  | 1  |    |    |    |    |    |
| Universidad Católica      | 3  | 2  | 1  | 1  | 1  | 1  | 2  | 1  | 1  | 2  | 1  | 1  | 1  | 2  | 2  | 2  | 2  | 2  | 2  | 2  | 2  |    |    |    |    |    |
| Everton                   | 9  | 6  | 3  | 4  | 3  | 3  | 3  | 3  | 3  | 5  | 5  | 4  | 4  | 3  | 3  | 3  | 3  | 3  | 3  | 4  | 3  |    |    |    |    |    |
| Deportes Iquique          | 6  | 3  | 5  | 3  | 5  | 4  | 5  | 5  | 4  | 3  | 3  | 3  | 3  | 4  | 4  | 4  | 4  | 4  | 4  | 3  | 4  |    |    |    |    |    |
| Universidad de Chile      | 5  | 7  | 4  | 6  | 4  | 5  | 4  | 4  | 5  | 4  | 4  | 5  | 5  | 5  | 5  | 5  | 5  | 5  | 5  | 5  | 5  |    |    |    |    |    |
| Universidad de Concepción | 2  | 4  | 8  | 10 | 7  | 8  | 7  | 6  | 6  | 7  | 8  | 8  | 7  | 7  | 8  | 8  | 9  | 8  | 7  | 7  | 6  |    |    |    |    |    |
| Palestino                 | 13 | 13 | 14 | 12 | 10 | 11 | 12 | 12 | 11 | 11 | 7  | 7  | 8  | 9  | 7  | 7  | 8  | 7  | 6  | 6  | 7  |    |    |    |    |    |
| Santiago Morning          | 10 | 8  | 6  | 5  | 6  | 6  | 8  | 7  | 8  | 6  | 6  | 6  | 6  | 6  | 6  | 6  | 6  | 6  | 8  | 9  | 8  |    |    |    |    |    |
| Deportes Antofagasta      | 14 | 14 | 10 | 7  | 8  | 9  | 9  | 10 | 9  | 9  | 10 | 9  | 9  | 10 | 10 | 9  | 7  | 9  | 9  | 8  | 9  |    |    |    |    |    |
| Audax Italiano            | 8  | 11 | 12 | 13 | 14 | 13 | 10 | 9  | 10 | 8  | 9  | 10 | 11 | 8  | 9  | 10 | 10 | 10 | 10 | 10 | 10 |    |    |    |    |    |
| Fernández Vial            | 4  | 5  | 9  | 9  | 11 | 12 | 13 | 13 | 13 | 12 | 12 | 12 | 10 | 11 | 11 | 11 | 11 | 11 | 11 | 11 | 11 |    |    |    |    |    |
| Santiago Wanderers        | 12 | 12 | 13 | 14 | 12 | 10 | 11 | 11 | 12 | 13 | 13 | 13 | 13 | 14 | 13 | 12 | 13 | 12 | 12 | 12 | 12 |    |    |    |    |    |
| Deportes Temuco           | 11 | 9  | 7  | 8  | 9  | 7  | 6  | 8  | 7  | 10 | 11 | 11 | 12 | 12 | 12 | 13 | 12 | 13 | 13 | 13 | 13 |    |    |    |    |    |
| Cobresal                  | 7  | 10 | 11 | 11 | 13 | 14 | 14 | 14 | 14 | 14 | 14 | 14 | 14 | 13 | 14 | 14 | 14 | 14 | 14 | 14 | 14 |    |    |    |    |    |

| 1. |

## Resultados

### Primera ronda
| Everton              | Deportes Iquique          | 2 - 1 | 0 - 2 | Centro Deportivo Everton         | 9 de marzo  | 09:00 | 9 de marzo  | 11:15 |
| Palestino            | Universidad de Concepción | 4 - 1 | 1 - 8 | Los Nogales                      | 9 de marzo  | 10:00 | 9 de marzo  | 12:15 |
| Deportes Antofagasta | Colo-Colo                 | 1 - 9 | 1 - 9 | Calvo y Bascuñán                 | 9 de marzo  | 15:30 | 9 de marzo  | 17:45 |
| Audax Italiano       | Cobresal                  | 6 - 0 | 1 - 2 | Municipal de La Florida          | 10 de marzo | 10:00 | 10 de marzo | 12:15 |
| Santiago Wanderers   | Universidad Católica      | 1 - 2 | 0 - 4 | Complejo Dep. Mantagua           | 10 de marzo | 11:00 | 10 de marzo | 13:15 |
| Universidad de Chile | Santiago Morning          | 1 - 6 | 4 - 1 | Centro Deportivo Azul / Nacional | 10 de marzo | 13:00 | 9 de marzo  | 13:00 |
| Fernández Vial       | Deportes Temuco           | 3 - 2 | 4 - 0 | Nueva Esperanza                  | 10 de marzo | 13:00 | 10 de marzo | 15:15 |

| Colo-Colo                 | Universidad de Chile | 3 - 2  | 3 - 1 | Monumental                         | 15 de marzo | 19:15 | 17:00 |
| Deportes Temuco           | Palestino            | 0 - 3  | 2 - 1 | El Bajo                            | 16 de marzo | 09:30 | 11:45 |
| Universidad de Concepción | Fernández Vial       | 2 - 1  | 2 - 2 | Municipal de Florida               | 16 de marzo | 11:00 | 13:15 |
| Cobresal                  | Everton              | 1 - 10 | 0 - 6 | Municipal de Puente Alto           | 16 de marzo | 11:00 | 13:15 |
| Universidad Católica      | Audax Italiano       | 0 - 0  | 4 - 0 | San Carlos de Apoquindo (Cancha 2) | 16 de marzo | 15:00 | 17:30 |
| Santiago Morning          | Deportes Antofagasta | 3 - 0  | 3 - 2 | Municipal de La Pintana            | 16 de marzo | 15:00 | 17:15 |
| Deportes Iquique          | Santiago Wanderers   | 3 - 0  | 6 - 2 | Municipal de Alto Hospicio         | 17 de marzo | 09:00 | 11:15 |

| Universidad de Chile | Deportes Iquique          | 2 - 2 | 3 - 0 | Centro Deportivo Azul       | 23 de marzo | 10:30 | 12:45 |
| Deportes Antofagasta | Cobresal                  | 3 - 2 | 3 - 0 | Calvo y Bascuñán (Cancha 3) | 23 de marzo | 14:00 | 16:15 |
| Santiago Wanderers   | Santiago Morning          | 0 - 3 | 0 - 2 | Complejo Dep. Mantagua      | 23 de marzo | 14:00 | 16:15 |
| Palestino            | Universidad Católica      | 1 - 0 | 0 - 5 | Municipal La Cisterna       | 24 de marzo | 10:00 | 12:15 |
| Fernández Vial       | Everton                   | 0 - 1 | 2 - 3 | San Pedro de la Paz         | 24 de marzo | 10:00 | 12:15 |
| Audax Italiano       | Colo-Colo                 | 1 - 3 | 0 - 0 | Bicentenario La Florida     | 24 de marzo | 11:00 | 13:15 |
| Deportes Temuco      | Universidad de Concepción | 2 - 4 | 5 - 3 | Germán Becker (Cancha 2)    | 24 de marzo | 12:30 | 14:45 |

| Cobresal             | Santiago Morning          | 0 - 16 | 0 - 2 | Municipal de Puente Alto           | 30 de marzo | 11:00 | 13:15 |
| Everton              | Universidad de Chile      | 2 - 1  | 1 - 0 | Centro Deportivo Everton           | 30 de marzo | 14:30 | 16:45 |
| Colo-Colo            | Deportes Temuco           | 3 - 0  | 6 - 1 | Monumental (Cancha 2)              | 31 de marzo | 10:00 | 12:15 |
| Universidad Católica | Universidad de Concepción | 2 - 3  | 5 - 0 | San Carlos de Apoquindo (Cancha 2) | 31 de marzo | 10:30 | 12:45 |
| Palestino            | Fernández Vial            | 5 - 1  | 1 - 0 | Complejo Dep. La Cisterna          | 31 de marzo | 10:30 | 12:45 |
| Santiago Wanderers   | Deportes Antofagasta      | 2 - 1  | 0 - 2 | Complejo Dep. Mantagua             | 31 de marzo | 10:30 | 12:45 |
| Deportes Iquique     | Audax Italiano            | 3 - 0  | 7 - 1 | Cavancha                           | 31 de marzo | 10:30 | 12:45 |

| Deportes Antofagasta      | Palestino            | 3 - 2  | 1 - 2 | Calvo y Bascuñán (Cancha 3) | 13 de abril | 11:45 | 14:00 |
| Santiago Morning          | Everton              | 2 - 1  | 0 - 2 | Municipal de La Pintana     | 13 de abril | 12:45 | 15:00 |
| Universidad de Chile      | Cobresal             | 9 - 1  | 8 - 0 | Centro Deportivo Azul       | 13 de abril | 14:00 | 16:15 |
| Universidad de Concepción | Deportes Iquique     | 2 - 10 | 2 - 1 | Estadio U. de Concepción    | 13 de abril | 14:00 | 16:15 |
| Deportes Temuco           | Universidad Católica | 1 - 1  | 0 - 3 | Germán Becker               | 14 de abril | 10:00 | 12:15 |
| Fernández Vial            | Colo-Colo            | 0 - 1  | 0 - 1 | San Pedro de La Paz         | 14 de abril | 10:00 | 12:15 |
| Audax Italiano            | Santiago Wanderers   | 1 - 2  | 1 - 3 | Bicentenario La Florida     | 14 de abril | 15:30 | 17:45 |

| Cobresal             | Deportes Temuco           | 2 - 6 | 1 - 4 | Complejo Amador Donoso             | 20 de abril | 10:00 | 12:15 |
| Santiago Wanderers   | Fernández Vial            | 2 - 3 | 3 - 2 | Complejo Dep. Mantagua             | 20 de abril | 11:00 | 13:15 |
| Universidad Católica | Universidad de Chile      | 1 - 1 | 1 - 0 | San Carlos de Apoquindo (Cancha 3) | 20 de abril | 11:00 | 13:15 |
| Audax Italiano       | Deportes Antofagasta      | 1 - 2 | 1 - 0 | C. D. Club Audax Italiano          | 20 de abril | 11:00 | 13:15 |
| Palestino            | Colo-Colo                 | 0 - 1 | 0 - 3 | Los Nogales                        | 20 de abril | 11:00 | 13:15 |
| Deportes Iquique     | Santiago Morning          | 0 - 4 | 5 - 2 | Cavancha                           | 20 de abril | 12:00 | 14:15 |
| Everton              | Universidad de Concepción | 2 - 2 | 3 - 1 | Centro Deportivo Everton           | 20 de abril | 13:30 | 15:45 |

| Colo-Colo                 | Deportes Iquique     | 4 - 1 | 7 - 4 | Complejo Quilín (Cancha 1)  | 27 de abril | 11:00 | 13:15 |
| Deportes Antofagasta      | Everton              | 1 - 1 | 0 - 0 | Calvo y Bascuñán (Cancha 3) | 27 de abril | 11:30 | 13:45 |
| Universidad de Chile      | Palestino            | 1 - 2 | 5 - 0 | Centro Deportivo Azul       | 27 de abril | 13:30 | 15:45 |
| Deportes Temuco           | Santiago Wanderers   | 2 - 3 | 3 - 2 | Cancha Rosen                | 28 de abril | 10:00 | 12:15 |
| Universidad de Concepción | Cobresal             | 6 - 1 | 3 - 0 | Estadio U. de Concepción    | 28 de abril | 11:00 | 13:15 |
| Fernández Vial            | Universidad Católica | 0 - 1 | 1 - 1 | Ester Roa                   | 28 de abril | 13:15 | 09:00 |
| Santiago Morning          | Audax Italiano       | 2 - 1 | 0 - 1 | Municipal de Peñalolén      | 28 de abril | 15:00 | 17:10 |

| Cobresal             | Universidad Católica      | 1 - 2 | 0 - 9 | Municipal de Puente Alto  | 4 de mayo | 10:00 | 12:15 |
| Everton              | Colo-Colo                 | 0 - 3 | 3 - 3 | Centro Deportivo Everton  | 4 de mayo | 11:00 | 13:15 |
| Deportes Iquique     | Deportes Antofagasta      | 3 - 5 | 6 - 1 | Cavancha                  | 4 de mayo | 11:00 | 13:15 |
| Universidad de Chile | Deportes Temuco           | 1 - 2 | 3 - 1 | Centro Deportivo Azul     | 4 de mayo | 13:30 | 15:45 |
| Audax Italiano       | Fernández Vial            | 6 - 2 | 1 - 0 | C. D. Club Audax Italiano | 5 de mayo | 11:00 | 13:15 |
| Santiago Wanderers   | Universidad de Concepción | 4 - 5 | 0 - 2 | Complejo Dep. Mantagua    | 5 de mayo | 11:00 | 13:15 |
| Santiago Morning     | Palestino                 | 6 - 0 | 4 - 3 | Municipal de Peñalolén    | 5 de mayo | 15:00 | 17:15 |

| Universidad Católica      | Everton              | 0 - 2 | 3 - 0 | San Carlos de Apoquindo (Cancha 2) | 11 de mayo | 11:00 | 13:15 |
| Deportes Antofagasta      | Universidad de Chile | 3 - 2 | 4 - 1 | Calvo y Bascuñán (Cancha 3)        | 11 de mayo | 12:00 | 14:15 |
| Deportes Temuco           | Deportes Iquique     | 0 - 0 | 2 - 2 | Cancha UFRO                        | 12 de mayo | 09:00 | 11:00 |
| Palestino                 | Santiago Wanderers   | 4 - 0 | 2 - 1 | Municipal de La Cisterna           | 12 de mayo | 11:00 | 13:15 |
| Colo-Colo                 | Santiago Morning     | 0 - 0 | 3 - 1 | Monumental                         | 12 de mayo | 11:00 | 13:15 |
| Fernández Vial            | Cobresal             | 4 - 0 | 5 - 2 | San Pedro de la Paz                | 25 de mayo | 11:00 | 13:15 |
| Universidad de Concepción | Audax Italiano       | 2 - 4 | 2 - 2 | Estadio U. de Concepción           | 26 de mayo | 11:00 | 13:15 |

| Deportes Antofagasta | Universidad de Concepción | 4 - 1  | 1 - 0  | Calvo y Bascuñán (cancha 3) | 18 de mayo | 14:00 | 16:15 |
| Audax Italiano       | Deportes Temuco           | 2 - 1  | 3 - 1  | Bicentenario La Florida     | 18 de mayo | 15:00 | 17:15 |
| Colo-Colo            | Cobresal                  | 13 - 0 | 11 - 0 | Monumental (cancha 2)       | 19 de mayo | 11:00 | 09:00 |
| Deportes Iquique     | Universidad Católica      | 4 - 1  | 3 - 0  | Municipal de Alto Hospicio  | 19 de mayo | 11:15 | 13:15 |
| Santiago Morning     | Fernández Vial            | 3 - 1  | 3 - 1  | Municipal de Peñalolén      | 19 de mayo | 12:00 | -     |
| Everton              | Palestino                 | 1 - 1  | 1 - 2  | Centro Deportivo Everton    | 19 de mayo | 12:00 | 14:15 |
| Universidad de Chile | Santiago Wanderers        | 3 - 2  | 2 - 1  | Centro Deportivo Azul       | 19 de mayo | 13:30 | 15:45 |

| Fernández Vial            | Universidad de Chile | 1 - 1 | 2 - 1 | San Pedro de la Paz                | 13 de julio | 11:00 | 13:15 |
| Universidad de Concepción | Colo-Colo            | 0 - 6 | 3 - 7 | Estadio U. de Concepción           | 13 de julio | 11:30 | -     |
| Cobresal                  | Deportes Iquique     | 0 - 6 | 0 - 8 | Municipal de Puente Alto           | 13 de julio | 11:30 | 13:45 |
| Deportes Temuco           | Santiago Morning     | 0 - 6 | 0 - 2 | Estadio Tegualda de Temuco         | 13 de julio | 12:00 | 14:15 |
| Universidad Católica      | Deportes Antofagasta | 2 - 1 | 5 - 1 | San Carlos de Apoquindo (Cancha 2) | 14 de julio | 11:00 | 13:15 |
| Palestino                 | Audax Italiano       | 3 - 1 | 2 - 0 | Municipal de La Cisterna           | 14 de julio | 11:00 | 13:15 |
| Santiago Wanderers        | Everton              | 0 - 2 | 2 - 2 | Bicentenario Elías Figueroa        | 14 de julio | 11:00 | 13:15 |

| Universidad de Chile | Universidad de Concepción | 3 - 1  | 2 - 3  | Centro Deportivo Azul       | 20 de julio | 11:00 | 13:15 |
| Cobresal             | Palestino                 | 0 - 11 | 2 - 6  | Complejo Amador Donoso      | 20 de julio | 11:00 | 13:15 |
| Everton              | Audax Italiano            | 2 - 0  | 2 - 1  | Centro Deportivo Everton    | 20 de julio | 11:00 | 13:15 |
| Deportes Iquique     | Fernández Vial            | 1 - 5  | 1 - 1  | Estadio Alto Hospicio       | 20 de julio | 11:00 | 13:15 |
| Deportes Antofagasta | Deportes Temuco           | 3 - 3  | 3 - 1  | Calvo y Bascuñán (cancha 3) | 20 de julio | 13:00 | 15:15 |
| Colo-Colo            | Santiago Wanderers        | 8 - 0  | 10 - 2 | Monumental                  | 20 de julio | 15:00 | -     |
| Santiago Morning     | Universidad Católica      | 5 - 1  | 0 - 2  | Municipal de Peñalolén      | 21 de julio | 15:00 | 17:15 |

| Universidad de Concepción | Santiago Morning     | 0 - 2 | 1 - 1 | Estadio U. de Concepción           | 27 de julio | 11:00 | 13:15 |
| Santiago Wanderers        | Cobresal             | 5 - 1 | 1 - 2 | Complejo Dep. Mantagua             | 27 de julio | 11:00 | 13:15 |
| Deportes Temuco           | Everton              | 2 - 1 | 1 - 3 | Estadio Tegualda de Temuco         | 27 de julio | 11:00 | 13:15 |
| Universidad Católica      | Colo-Colo            | 0 - 3 | 1 - 3 | San Carlos de Apoquindo (cancha 3) | 27 de julio | 11:00 | 13:15 |
| Fernández Vial            | Deportes Antofagasta | 4 - 1 | 1 - 0 | San Pedro de La Paz                | 27 de julio | 14:00 | 16:00 |
| Audax Italiano            | Universidad de Chile | 0 - 0 | 1 - 1 | Bicentenario La Florida            | 28 de julio | 11:30 | 13:45 |
| Palestino                 | Deportes Iquique     | 6 - 1 | 1 - 2 | Complejo Dep. La Cisterna          | 28 de julio | 12:15 | 10:00 |

### Segunda ronda
| Cobresal             | Fernández Vial            | 0 - 5 | 1 - 0 | Municipal de Puente Alto    | 3 de agosto  | 11:00 | 13:15 |
| Colo-Colo            | Universidad de Concepción | 7 - 0 | 5 - 0 | Monumental                  | 3 de agosto  | 15:00 | 17:15 |
| Deportes Iquique     | Deportes Temuco           | 0 - 5 | 5 - 0 | Estadio Alto Hospicio       | 31 de agosto | 10:00 | 16:00 |
| Palestino            | Universidad de Chile      | 3 - 1 | 1 - 3 | Complejo Dep. La Cisterna   | 4 de agosto  | 11:00 | 13:15 |
| Deportes Antofagasta | Audax Italiano            | 2 - 0 | 1 - 2 | Calvo y Bascuñán (cancha 3) | 4 de agosto  | 11:00 | 13:15 |
| Everton              | Universidad Católica      | 1 - 1 | 3 - 2 | Estadio Ítalo Composto      | 4 de agosto  | 12:00 | 14:15 |
| Santiago Morning     | Santiago Wanderers        | 9 - 0 | 3 - 2 | Municipal de Peñalolén      | 4 de agosto  | 13:00 | 15:00 |

| Universidad Católica      | Cobresal             | 6 - 0 | 3 - 1 | Complejo Raimundo Tupper (cancha 3) | 10 de agosto | 11:00 | 13:15 |
| Santiago Wanderers        | Deportes Iquique     | 2 - 3 | 4 - 3 | Complejo Deportivo Mantagua         | 10 de agosto | 14:00 | 16:00 |
| Universidad de Concepción | Everton              | 1 - 4 | 1 - 1 | Estadio U. de Concepción            | 11 de agosto | 10:00 | 12:15 |
| Deportes Temuco           | Colo-Colo            | 1 - 5 | 1 - 8 | Complejo M11 Labranza Temuco        | 11 de agosto | 10:00 | 12:15 |
| Universidad de Chile      | Deportes Antofagasta | 1 - 1 | 4 - 0 | Centro Deportivo Azul               | 11 de agosto | 11:00 | 13:15 |
| Fernández Vial            | Palestino            | 1 - 3 | 0 - 1 | San Pedro de La Paz Boca Sur        | 11 de agosto | 11:00 | 13:15 |
| Audax Italiano            | Santiago Morning     | 2 - 2 | 0 - 0 | Bicentenario La Florida             | 11 de agosto | 16:00 | 18:15 |

| Everton              | Deportes Temuco           | 2 - 4 | 4 - 2 | Centro Deportivo Everton            | 17 de agosto | 11:00 | 13:15 |
| Deportes Iquique     | Universidad de Chile      | 0 - 7 | 1 - 1 | Cavancha                            | 17 de agosto | 12:00 | 14:15 |
| Deportes Antofagasta | Fernández Vial            | 4 - 2 | 2 - 1 | Calvo y Bascuñán (cancha 3)         | 18 de agosto | 11:00 | 13:15 |
| Cobresal             | Santiago Wanderers        | 3 - 4 | 2 - 6 | Municipal de Puente Alto            | 18 de agosto | 11:00 | 13:30 |
| Universidad Católica | Palestino                 | 1 - 3 | 4 - 3 | Complejo Raimundo Tupper (cancha 3) | 18 de agosto | 11:00 | 13:15 |
| Santiago Morning     | Universidad de Concepción | 5 - 1 | 2 - 2 | Estadio Municipal de Peñalolén      | 18 de agosto | 12:00 | 14:15 |
| Colo-Colo            | Audax Italiano            | 3 - 0 | 5 - 1 | Monumental                          | 18 de agosto | 12:00 | 14:15 |

| Palestino                 | Everton              | 4 - 1 | 1 - 3 | Los Nogales                  | 24 de agosto | 11:00 | 13:15 |
| Deportes Temuco           | Cobresal             | 7 - 0 | 3 - 1 | Complejo M11 Labranza Temuco | 24 de agosto | 13:00 | 15:15 |
| Universidad de Concepción | Deportes Antofagasta | 1 - 3 | 0 - 1 | Estadio U. de Concepción     | 25 de agosto | 11:00 | 13:15 |
| Santiago Wanderers        | Colo-Colo            | 0 - 3 | 0 - 9 | Complejo Deportivo Mantagua  | 25 de agosto | 11:00 | 13:15 |
| Fernández Vial            | Audax Italiano       | 1 - 5 | 2 - 1 | San Pedro de La Paz Boca Sur | 25 de agosto | 11:00 | 13:15 |
| Santiago Morning          | Deportes Iquique     | 6 - 0 | 3 - 5 | Complejo Club S. Morning     | 25 de agosto | 11:00 | 13:15 |
| Universidad de Chile      | Universidad Católica | 3 - 2 | 4 - 3 | Nacional                     | 25 de agosto | 12:20 | 15:00 |

| Deportes Iquique     | Universidad de Concepción | 2 - 3 | 2 - 3 | Complejo Los Verdes       | 7 de septiembre | 14:30 | 16:45 |
| Universidad Católica | Deportes Temuco           | 1 - 3 | 1 - 0 | San Carlos de Apoquindo   | 7 de septiembre | 16:00 | 18:30 |
| Everton              | Santiago Morning          | 1 - 2 | 3 - 0 | Centro Deportivo Everton  | 8 de septiembre | 11:00 | 13:15 |
| Cobresal             | Universidad de Chile      | 0 - 6 | 0 - 5 | Municipal de Puente Alto  | 8 de septiembre | 11:00 | 13:15 |
| Fernández Vial       | Santiago Wanderers        | 2 - 0 | 2 - 3 | Complejo Boca Sur         | 8 de septiembre | 11:00 | 13:15 |
| Colo-Colo            | Deportes Antofagasta      | 6 - 1 | 4 - 0 | Monumental                | 8 de septiembre | 11:00 | 13:15 |
| Audax Italiano       | Palestino                 | 0 - 2 | 2 - 3 | C. D. Club Audax Italiano | 8 de septiembre | 11:30 | 13:45 |

| Universidad de Chile      | Fernández Vial       | 2 - 0  | 3 - 1 | Centro Deportivo Azul          | 14 de septiembre | 11:00 | 13:15 |
| Deportes Antofagasta      | Deportes Iquique     | 3 - 1  | 0 - 1 | Calvo y Bascuñán (cancha 3)    | 14 de septiembre | 14:15 | 16:30 |
| Universidad de Concepción | Deportes Temuco      | 0 - 3  | 2 - 0 | Estadio U. de Concepción       | 14 de septiembre | 15:00 | 17:15 |
| Santiago Morning          | Colo-Colo            | 2 - 1  | 0 - 5 | Estadio Municipal de Peñalolén | 14 de septiembre | 16:00 | 18:15 |
| Everton                   | Santiago Wanderers   | 5 - 2  | 0 - 0 | Estadio Ítalo Composto         | 14 de septiembre | 18:15 | 16:00 |
| Palestino                 | Cobresal             | 11 - 0 | 4 - 1 | Los Nogales                    | 15 de septiembre | 11:00 | 13:15 |
| Audax Italiano            | Universidad Católica | 1 - 1  | 2 - 4 | Bicentenario La Florida        | 15 de septiembre | 12:00 | 14:15 |

| Fernández Vial            | Santiago Morning     | 1 - 5 | 4 - 3 | San Pedro de La Paz Boca Sur | 28 de septiembre | 11:00 | 13:15 |
| Deportes Iquique          | Palestino            | 2 - 3 | 3 - 1 | Complejo Los Verdes          | 28 de septiembre | 14:00 | 16:15 |
| Cobresal                  | Audax Italiano       | 1 - 2 | 1 - 2 | Municipal de Puente Alto     | 29 de septiembre | 11:00 | 13:15 |
| Deportes Temuco           | Deportes Antofagasta | 2 - 2 | 2 - 7 | Complejo M11 Labranza Temuco | 29 de septiembre | 11:00 | 16:45 |
| Universidad de Concepción | Universidad Católica | 0 - 0 | 0 - 6 | Estadio U. de Concepción     | 29 de septiembre | 11:00 | 13:15 |
| Colo-Colo                 | Everton              | 4 - 2 | PEND. | Monumental                   | 29 de septiembre | 12:00 | 14:15 |
| Santiago Wanderers        | Universidad de Chile | 2 - 4 | 3 - 3 | Complejo Dep. Mantagua       | 29 de septiembre | 14:00 | 16:15 |

| Santiago Morning     | Cobresal                  | 10 - 0 | 3 - 0 | Complejo Club Santiago Morning      | 5 de octubre  | 12:00 | 15:00 |
| Universidad de Chile | Colo-Colo                 | PEND.  | 3 - 2 |                                     | 12 de octubre |       | 14:30 |
| Everton              | Fernández Vial            | 2 - 2  | 3 - 0 | Centro Deportivo Everton            | 12 de octubre | 11:00 | 13:00 |
| Palestino            | Deportes Temuco           | 9 - 2  | 1 - 1 | Los Nogales                         | 12 de octubre | 11:00 | 13:15 |
| Universidad Católica | Deportes Iquique          | 3 - 0  | 5 - 0 | Complejo Raimundo Tupper (cancha 2) | 13 de octubre | 11:00 | 13:15 |
| Audax Italiano       | Universidad de Concepción | 3 - 1  | 0 - 2 | Bicentenario La Florida             | 13 de octubre | 11:00 | 13:15 |
| Deportes Antofagasta | Santiago Wanderers        | 4 - 2  | 0 - 3 | Calvo y Bascuñán (cancha 3)         | 13 de octubre | 11:00 | 13:15 |

| Deportes Temuco | Fernández Vial | 0 - 2 | 1 - 1 | Cancha Rosen | 19 de octubre | 13:00 | 15:15 |
|                 |                | -     | -     |              |               |       |       |
|                 |                | -     | -     |              |               |       |       |
|                 |                | -     | -     |              |               |       |       |
|                 |                | -     | -     |              |               |       |       |
|                 |                | -     | -     |              |               |       |       |
|                 |                | -     | -     |              |               |       |       |

|  |  | - | - |  |  |  |  |
|  |  | - | - |  |  |  |  |
|  |  | - | - |  |  |  |  |
|  |  | - | - |  |  |  |  |
|  |  | - | - |  |  |  |  |
|  |  | - | - |  |  |  |  |
|  |  | - | - |  |  |  |  |

|  |  | - | - |  |  |  |  |
|  |  | - | - |  |  |  |  |
|  |  | - | - |  |  |  |  |
|  |  | - | - |  |  |  |  |
|  |  | - | - |  |  |  |  |
|  |  | - | - |  |  |  |  |
|  |  | - | - |  |  |  |  |

|  |  | - | - |  |  |  |  |
|  |  | - | - |  |  |  |  |
|  |  | - | - |  |  |  |  |
|  |  | - | - |  |  |  |  |
|  |  | - | - |  |  |  |  |
|  |  | - | - |  |  |  |  |
|  |  | - | - |  |  |  |  |

|  |  | - | - |  |  |  |  |
|  |  | - | - |  |  |  |  |
|  |  | - | - |  |  |  |  |
|  |  | - | - |  |  |  |  |
|  |  | - | - |  |  |  |  |
|  |  | - | - |  |  |  |  |
|  |  | - | - |  |  |  |  |

## Tabla General de Rendimiento Ponderada
La Tabla General de Rendimiento Ponderada sumará los puntos obtenidos en fases regulares de la división "Adulta" y de la "Sub 17", ponderando en un 70% la categoría "Adulta", y en 30% la categoría "Sub 17". Dicha tabla determinará los 2 descensos a Primera B de ambas categorías.
 Actualizado al 13 de octubre de 2019.
|     | Equipo                    | PTS Total Adulta | PTS Total Sub-17 | PTS Pond. Adulta | PTS Pond. Sub-17 | PTS Total | PTS Ponderados |
| --- | ------------------------- | ---------------- | ---------------- | ---------------- | ---------------- | --------- | -------------- |
| 1.  | Colo-Colo                 | 55               | 53               | 38,5             | 15,9             | 108       | 54,4           |
| 2.  | Santiago Morning          | 59               | 27               | 41,3             | 8,1              | 86        | 49,4           |
| 3.  | Palestino                 | 52               | 28               | 36,4             | 8,4              | 80        | 44,8           |
| 4.  | Everton                   | 32               | 41               | 22,4             | 12,3             | 73        | 34,7           |
| 5.  | Deportes Antofagasta      | 37               | 25               | 25,9             | 7,5              | 62        | 33,4           |
| 6.  | Universidad de Chile      | 29               | 39               | 20,3             | 11,7             | 68        | 32,0           |
| 7.  | Universidad Católica      | 24               | 49               | 16,8             | 14,7             | 73        | 31,5           |
| 8.  | Deportes Iquique          | 20               | 39               | 14,0             | 11,7             | 59        | 25,7           |
| 9.  | Deportes Temuco           | 28               | 17               | 19,6             | 5,1              | 46        | 25,0           |
| 10. | Fernández Vial            | 26               | 21               | 18,2             | 6,3              | 47        | 24,5           |
| 11. | Audax Italiano            | 25               | 22               | 17,5             | 6,6              | 47        | 24,1           |
| 12. | Universidad de Concepción | 20               | 29               | 14,0             | 8,7              | 46        | 22,7           |
| 13. | Santiago Wanderers        | 15               | 21               | 10,5             | 6,3              | 33        | 16,8           |
| 14. | Cobresal (D)              | 0                | 9                | 0,0              | 2,7              | 9         | 2,7            |

     (D): Equipo matemáticamente descendido a la Primera B.
     Zona de Descenso a la Primera B.

## Goleadoras

### Categoría Adultas
| Jugadora           | Equipo                    | Anotado |
| ------------------ | ------------------------- | ------- |
| Roselord Borgella  | Santiago Morning          | 33      |
| Yazmín Torrealba   | Palestino                 | 28      |
| Yenny Acuña        | Deportes Iquique          | 19      |
| Nathalie Quezada   | Colo-Colo                 | 16      |
| Yusmery Ascanio    | Colo-Colo                 | 13      |
| Krystell Muñoz     | Deportes Temuco           | 13      |
| María José Urrutia | Palestino                 | 13      |
| Katya Ponce        | Palestino                 | 13      |
| Camila Pavez       | Universidad de Concepción | 13      |
| Romina Orellana    | Everton                   | 12      |

| Rosario Balmaceda             | Colo-Colo                 | 11 |
| Isidora Olave                 | Colo-Colo                 | 11 |
| Javiera Paillán               | Deportes Temuco           | 11 |
| Franchesca Caniguán           | Universidad de Concepción | 10 |
| Valentina Contreras           | Deportes Antofagasta      | 9  |
| Daniela Pardo                 | Santiago Morning          | 9  |
| Lindsay Zullo                 | Santiago Morning          | 9  |
| Bárbara Sánchez               | Universidad de Chile      | 9  |
| Gisela Pino                   | Colo-Colo                 | 8  |
| Viviana Torres                | Fernández Vial            | 8  |
| Jazmín Gallardo               | Fernández Vial            | 8  |
| Ivette Olivares               | Palestino                 | 8  |
| Lesly Olivares                | Deportes Iquique          | 7  |
| Marinka Huircán               | Everton                   | 7  |
| Catalina Carrillo             | Santiago Morning          | 7  |
| Rebeca Fernández              | Santiago Wanderers        | 7  |
| Daniela Zamora                | Universidad de Chile      | 7  |
| Paula Espinoza                | Audax Italiano            | 6  |
| Loreto Rojas                  | Audax Italiano            | 6  |
| Yastin Jiménez                | Colo-Colo                 | 6  |
| Thyare Tapia                  | Deportes Antofagasta      | 6  |
| Melany Letelier               | Deportes Antofagasta      | 6  |
| Francesca Acuña               | Deportes Iquique          | 6  |
| Valeska Arias                 | Everton                   | 6  |
| Constanza Villanueva          | Everton                   | 6  |
| Dania Raicahuin               | Fernández Vial            | 6  |
| María José Rojas              | Santiago Morning          | 6  |
| Yamila Pérez                  | Santiago Wanderers        | 6  |
| Valentina Montenegro          | Universidad Católica      | 6  |
| Natalia Cayupán               | Universidad de Chile      | 6  |
| Sthefany Puebla               | Universidad de Chile      | 6  |
| Macarena Adasme               | Universidad de Chile      | 6  |
| Andrea Gamboa                 | Audax Italiano            | 5  |
| Fernanda Hidalgo              | Colo-Colo                 | 5  |
| Nardy Guzmán                  | Deportes Temuco           | 5  |
| Dominique Chamorro            | Palestino                 | 5  |
| Karen Araya                   | Santiago Morning          | 5  |
| Javiera Roa                   | Santiago Morning          | 5  |
| Laura De la Torre             | Santiago Morning          | 5  |
| Bárbara Quezada               | Santiago Wanderers        | 5  |
| Antonia Alarcón               | Universidad de Concepción | 5  |
| Valeria Bravo                 | Audax Italiano            | 4  |
| Sol Morales                   | Audax Italiano            | 4  |
| Catalina Fuentes              | Audax Italiano            | 4  |
| Francisca Olmos               | Deportes Antofagasta      | 4  |
| Francisca Seura               | Deportes Antofagasta      | 4  |
| Catherine Rodríguez           | Deportes Antofagasta      | 4  |
| Francesca Carvajal            | Deportes Antofagasta      | 4  |
| Yeimy Lazo                    | Deportes Iquique          | 4  |
| Javiera Torres                | Deportes Temuco           | 4  |
| Nicole Mariñelarena           | Everton                   | 4  |
| Catalina López                | Santiago Morning          | 4  |
| Valentina Núñez               | Universidad Católica      | 4  |
| Rocío Maira                   | Universidad Católica      | 4  |
| Monserrat Grau                | Universidad de Chile      | 4  |
| Natalia Lizana                | Cobresal                  | 3  |
| Bárbara Muñoz                 | Colo-Colo                 | 3  |
| Perla Morones                 | Colo-Colo                 | 3  |
| Camila Moraga                 | Deportes Temuco           | 3  |
| Carol Negrón                  | Everton                   | 3  |
| Consuelo Tapia                | Fernández Vial            | 3  |
| Francisca Irribarra Sepúlveda | Fernández Vial            | 3  |
| Maryorie Hernández            | Palestino                 | 3  |
| Javiera Salvo                 | Palestino                 | 3  |
| Emilia Pastrián               | Santiago Morning          | 3  |
| Jocelyn Contreras             | Santiago Wanderers        | 3  |
| Camila Contreras              | Santiago Wanderers        | 3  |
| Macarena González             | Universidad Católica      | 3  |
| Gabriela Aguayo               | Universidad Católica      | 3  |
| Elisa Pérez                   | Universidad de Chile      | 3  |
| Javiera González              | Audax Italiano            | 2  |
| Javiera Garrido               | Audax Italiano            | 2  |
| Mariana García                | Audax Italiano            | 2  |
| Denisse Morales               | Cobresal                  | 2  |
| Aracelly Tapia                | Cobresal                  | 2  |
| Damary Vivar                  | Cobresal                  | 2  |
| Julia Jorquera                | Cobresal                  | 2  |
| Anabel Guzmán                 | Colo-Colo                 | 2  |
| Paola Solar                   | Deportes Antofagasta      | 2  |
| Francisca Araya               | Deportes Iquique          | 2  |
| Consuelo Berrocal             | Deportes Temuco           | 2  |
| Bianca Jiménez                | Deportes Temuco           | 2  |
| María López                   | Deportes Temuco           | 2  |
| María Navarrete               | Deportes Temuco           | 2  |
| Alexandra Cruz                | Everton                   | 2  |
| Krishna Cabrera               | Everton                   | 2  |
| María Rebolledo               | Fernández Vial            | 2  |
| Daniela Villegas              | Fernández Vial            | 2  |
| Nataly Vega                   | Fernández Vial            | 2  |
| Mariana Oyarzo                | Fernández Vial            | 2  |
| Yarella Torres                | Palestino                 | 2  |
| Constanza Muñoz               | Palestino                 | 2  |
| Francisca Mardones            | Santiago Morning          | 2  |
| Yocelyn Cisternas             | Santiago Morning          | 2  |
| Nicole Fajre                  | Santiago Morning          | 2  |
| María Rodríguez               | Santiago Morning          | 2  |
| Carolina Márquez              | Santiago Wanderers        | 2  |
| Nicol Tapia                   | Santiago Wanderers        | 2  |
| Jimena Tapia                  | Santiago Wanderers        | 2  |
| Isidora Hernández             | Universidad Católica      | 2  |
| Helaine De Grange             | Universidad Católica      | 2  |
| Llanka Groff                  | Universidad de Chile      | 2  |
| Michelle Olivares             | Universidad de Chile      | 2  |
| Analía Aravena                | Universidad de Concepción | 2  |
| Leydy Reyes                   | Universidad de Concepción | 2  |
| Paz Valdivia                  | Audax Italiano            | 1  |
| Stefany Leyton                | Cobresal                  | 1  |
| Valeria Núñez                 | Cobresal                  | 1  |
| Yessenia López                | Colo-Colo                 | 1  |
| Tyare Ríos                    | Colo-Colo                 | 1  |
| Elisa Durán                   | Colo-Colo                 | 1  |
| Rachel Padrón                 | Colo-Colo                 | 1  |
| Juanita Peña                  | Colo-Colo                 | 1  |
| Valentina Díaz                | Colo-Colo                 | 1  |
| Kissy Cortés                  | Colo-Colo                 | 1  |
| Rocío Sáez                    | Deportes Antofagasta      | 1  |
| Javiera Varas                 | Deportes Antofagasta      | 1  |
| Nicol Fabres                  | Deportes Antofagasta      | 1  |
| Yudith Rojas                  | Deportes Antofagasta      | 1  |
| Nicole Delgado                | Deportes Antofagasta      | 1  |
| Katherine Carvajal            | Deportes Antofagasta      | 1  |
| Naomi Chambe                  | Deportes Antofagasta      | 1  |
| Molie Madariaga               | Deportes Iquique          | 1  |
| Rossana González              | Deportes Iquique          | 1  |
| Kathalina Guerrero            | Deportes Iquique          | 1  |
| Catherine Tapia               | Deportes Iquique          | 1  |
| Geraldine Salazar             | Deportes Iquique          | 1  |
| Daniela Ceballos              | Deportes Temuco           | 1  |
| Rocío Becerra                 | Deportes Temuco           | 1  |
| Camila Rapimán                | Deportes Temuco           | 1  |
| Katherine Ojeda               | Everton                   | 1  |
| Catherine Monsálvez           | Fernández Vial            | 1  |
| Katherine Pedraza             | Fernández Vial            | 1  |
| Pía Fehrmann                  | Fernández Vial            | 1  |
| Norma Castilla                | Fernández Vial            | 1  |
| Dina Barria                   | Fernández Vial            | 1  |
| Daniela Muñoz                 | Palestino                 | 1  |
| Francisca Irribarra           | Palestino                 | 1  |
| Nicole Gutiérrez              | Palestino                 | 1  |
| Su Helen Galaz                | Santiago Morning          | 1  |
| Marina Cano                   | Santiago Morning          | 1  |
| Consuelo Martínez             | Santiago Morning          | 1  |
| Javiera Toro                  | Santiago Morning          | 1  |
| Karen González                | Santiago Wanderers        | 1  |
| Karime Orozco                 | Santiago Wanderers        | 1  |
| Constanza Hidalgo             | Santiago Wanderers        | 1  |
| Monserrat Sepúlveda           | Universidad Católica      | 1  |
| Camila Rojas                  | Universidad Católica      | 1  |
| Macarena Ávila                | Universidad Católica      | 1  |
| Macarena Errázuriz            | Universidad Católica      | 1  |
| Estefanía Castañeda           | Universidad de Chile      | 1  |
| Valeria Núñez Mondaca         | Universidad de Chile      | 1  |
| Marcela Cortés                | Universidad de Chile      | 1  |
| Florencia Rath                | Universidad de Chile      | 1  |
| Denisse Orellana              | Universidad de Chile      | 1  |
| Tatiana Pérez                 | Universidad de Chile      | 1  |
| Constanza Reveco              | Universidad de Concepción | 1  |
| Angélica Gutiérrez            | Universidad de Concepción | 1  |
| Damaris Morales               | Universidad de Concepción | 1  |
| Daniela Puentes               | Universidad de Concepción | 1  |

Actualizado al 19 de octubre de 2019 a las 22:00 hrs.

## Autogoles

### Categoría Adultas
| Autogoles                           | Autogoles                 | Autogoles            | Autogoles | Autogoles |
| Jugador                             | Equipo                    | Favorecido           | Goles     | Fecha     |
| ----------------------------------- | ------------------------- | -------------------- | --------- | --------- |
| Carla Contreras                     | Cobresal                  | Everton              | 1         | 2         |
| Fernanda Muñoz                      | Cobresal                  | Everton              | 1         | 2         |
| Naomi Chambe                        | Deportes Antofagasta      | Santiago Morning     | 1         | 2         |
| Tina Lingsch                        | Universidad de Chile      | Deportes Antofagasta | 1         | 9         |
| Yasna Becerra                       | Universidad de Concepción | Colo-Colo            | 1         | 11        |
| Actualizado al 15 de julio de 2019. |                           |                      |           |           |